# Redução do prepúcio clitoriano
Redução do prepúcio clitoriano, também denominada hoodectomia clitoriana, desnudamento clitoriano, clitoridotomia, ou (parcial) hoodectomia, é um procedimento de cirurgia plástica (uma forma de vulvoplastia) para reduzir o tamanho e a área do prepúcio do clitóris de modo a expor mais a glande do clitóris.
Geralmente é realizada como cirurgia estética eletiva, destinada a melhorar a satisfação sexual e alterar a aparência da vulva. A redução do prepúcio clitoriano costuma ser feita em conjunto com uma labioplastia que reduz os lábios menores, e ocasionalmente integrada a uma vaginoplastia.
Embora pesquisas com pacientes indiquem satisfação com o resultado de tais procedimentos, o ACOG advertiu em 2007 que, para esse tipo de cirurgia vaginal, não indicada medicamente, as mulheres devem ser informadas sobre a falta de dados sobre sua eficácia e potenciais complicações.

## Procedimentos cirúrgicos

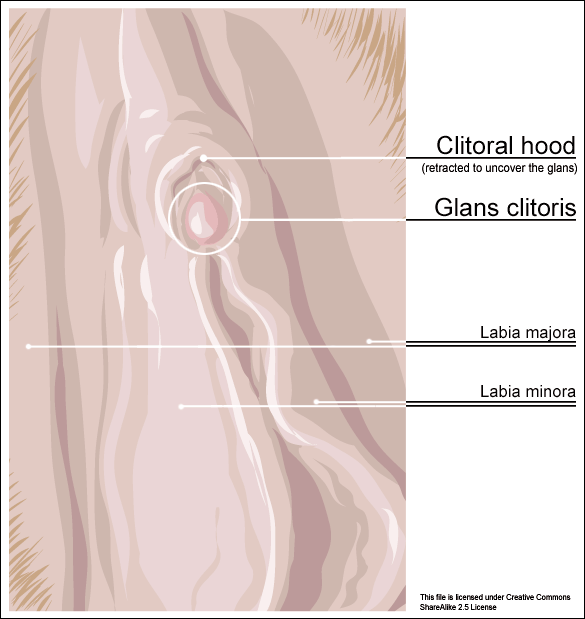
Pudendo feminino: a anatomia externa do complexo vulvo-vaginal, indicando o clitóris, o prepúcio clitoriano, os grandes lábios e os pequenos lábios.

Os procedimentos de labioplastia ocasionalmente incluem redução do prepúcio clitoriano.
Uma técnica para reduzir o prepúcio clitoriano é a excisão bilateral (corte) dos tecidos do prepúcio que cobrem a glande clitoriana, com atenção especial para manter a glande na linha média.
Outra técnica remove (excisa) as dobras redundantes do tecido do prepúcio clitoriano, com incisões paralelas ao eixo longitudinal do clitóris.
A redução do prepúcio clitoriano pode ser incluída na técnica de ressecção em cunha estendida da labioplastia, na qual a extensão das seções em cunha externas é aplicada para reduzir os tecidos do prepúcio da glande clitoriana. Porém, ocasionalmente, o excesso de pele do prepúcio, no centro do prepúcio clitoriano, é removido com incisões separadas.

## Resultados
Estudos relataram alta taxa de satisfação das pacientes com as alterações estéticas do complexo vulvo-vaginal após labioplastia, e baixa incidência de complicações médicas.
Um estudo, Aesthetic Labia Minora and Clitoral Hood Reduction using Extended Central Wedge Resection (2008), relatou que, em uma coorte de 407 mulheres, 98% ficaram satisfeitas com os resultados da redução labial; que a pontuação média de satisfação das pacientes foi de 9,2 em uma escala de 10 pontos; que 95% das mulheres experimentaram redução do desconforto pudendo; que 93% das mulheres tiveram melhora da autoestima; que 71% apresentaram melhora do funcionamento sexual; que 0,6% (uma mulher) relatou diminuição da função sexual; e que 4,4% das mulheres apresentaram complicações médicas.
O estudo Expectations and Experience of Labial Reduction: A Qualitative Study (2007) relatou que as mulheres submetidas à labioplastia tinham grandes expectativas quanto à eliminação do desconforto e da dor pubiana, à melhora da aparência cosmética da vulva e ao aprimoramento da função sexual. A maioria das mulheres apresentou melhoria da autoestima; no entanto, o estudo também apontou que um aconselhamento psicológico formal pré-operatório sobre o que esperar e o que não esperar de um procedimento de redução do lábio menor e do prepúcio clitoriano poderia melhor atender a paciente em potencial, ajudando-a a estabelecer expectativas realistas para a beleza genital e a saúde mental após tal procedimento.

## Críticas
A hoodectomia parcial ou total é classificada pela Organização Mundial da Saúde como mutilação genital feminina (MGF) Tipo 1A. Contudo, essa classificação é criticada por ser "excessivamente simplificada" e "culturalmente insensível" por alguns. Argumenta-se que a hoodectomia não difere da circuncisão, que é legalmente permitida na maioria dos países, e muitas vezes é menos invasiva na prática.
O ACOG publicou a Committee Opinion No. 378: Vaginal "Rejuvenation" and Cosmetic Vaginal Procedures (2007), declaração formal de oposição às distorções comerciais da labioplastia e dos procedimentos vaginoplásticos associados como práticas cirúrgicas medicamente "aceitas e rotineiras". O ACOG questiona a segurança médica e a eficácia terapêutica dessas técnicas e recomenda que as mulheres interessadas em tais cirurgias genitoplásticas sejam totalmente informadas, com estatísticas de segurança cirúrgica disponíveis, sobre os potenciais riscos de infecção de ferida, dano ao nervo pudendo (resultando em vulva insensível ou hipersensível), dispareunia (coito doloroso), cistos epidermoides e cicatrizes dolorosas.

## Riscos
Os nervos dorsais do clitóris percorrem acima do clitóris ao longo do corpo clitoriano. Lesão permanente desses nervos pode ocorrer com a redução do prepúcio clitoriano.